# Jigme Khesar Namgyel Wangchuck
Jigme Khesar Namgyel Wangchuck (født 21. februar 1980) er konge af Bhutan. Han var den yngste konge i verden, da han blev kronet i 2008.
Han har regeret siden 14. december 2006, da hans far, Jigme Singye Wangchuck, abdicerede, men blev først kronet 6. november 2008, der var udpeget af astrologer til at være den bedste dag. 

## Ægteskab og børn
Han blev 13. oktober 2011 gift med Jetsun Pema, der samme dag blev kronet som dronning. 
Parret har to sønner, kronprins Jigme Namgyel Wangchuck, der blev født 5. februar 2016 samt en yngre søn født 19. marts 2020, Jigme Ugyen Wangchuck. Den 9. september 2023 meddelte kongen, at dronningen havde født deres tredje barn og eneste datter på Lingkana-paladset.